# 玫瑰圣母圣多明我修道院
玫瑰圣母圣多明我修道院（西班牙語：Convento de Nuestra Señora del Rosario y Santo Domingo）是一座修道院，位于西班牙加的斯。2005年公布为西班牙文化财产。